# Hampsonodes maneti
Hampsonodes maneti là một loài bướm đêm trong họ Noctuidae.